# 표류이탈법
표류이탈법 또는 표류법(drift method)은 여러 극축정렬법 중 하나이면서 가장 정밀하게 극축을 정렬할 수 있는 방법이다.

## 정의
표류이탈법 또는 표류법(drift method)은 추적 중인 망원경의 시야에서 천체가 표류(drift)하는지 여부를 판정하여 극축을 조정하는 방법이다. 천체망원경의 극축이 지구의 자전축과 일치한다면 천체가 천체망원경의 시야에서 표류하지 않는다. 관측자가 필요로 하는 시간 동안 천체가 시야에서 표류하지 않도록 천체망원경의 방위각과 고도를 점근적으로 조정해 나가는 작업이 표류이탈법 또는 표류법이다. 표류이탈법은 drift method에 대한 한국어 번역 중 가장 많이 사용하는 용어이지만, 표류와 이탈은 서로 중복된 말이다.

## 준비 작업 및 준비물
표류이탈법을 수행하기 전에 극축 망원경을 이용하여 1차적인 극축 정렬을 수행하는 것이 좋다. 극축이 적당한 범위의 정밀도로 정렬되어 있지 않은 경우, 표류이탈법을 실시하는 동안 별이 시야에서 빠르게 빠져나가기 때문이다. 준비물로는 십자선이 새겨진 접안렌즈와 이 십자선을 비추어줄 암시야 조명 장치 또는 명시야 조명 장치가 필요하다. 가이드 아이피스는 접안렌즈에 십자선이 들어 있고, 여기에 십자선을 비추는 장치(암시야 조명장치)가 장착된 것이다. 암시야 조명 장치(illuminated reticle)란 시야를 어둡게 하면서 십자선만 밝게 비추는 것을 말한다. 반대로 명시야 조명 장치는 시야 전체를 정도에 따라 밝게 비추는 장치를 말한다.
표류이탈을 통해 극축 조정을 할 때에는 시야를 확대할수록 정밀도를 더 높일 수 있다. 그래서 접안렌즈의 초점거리가 짧은 것을 준비하거나, 애초에 가이드 아이피스가 아닌 가이드 어댑터를 준비하는 것도 좋다. 가이드 어댑터의 경우, 십자선은 어댑터에 포함되어 있어서, 어떤 접안렌즈를 사용하더라도 십자선을 확인할 수 있다.

## 과정

### 극축의 방위각 조정
1. 대략적인 극축 정렬을 마치면, 추적 모터가 작동중인 상태에서, 망원경을 자오선과 천구 적도의 교차점 근방에 있는 비교적 밝은 별로 향하게 한다. 정밀하게 조정하려면 여기서 선정한 별의 적경이 자오선의 ±30각분 이내, 적위가 천구 적도에서 ±5° 범위 이내인 것이 좋다.
2. 적위 방향으로 별이 흐르는 정도를 파악한다. (적경 방향으로 흐르는 정도는 고려하지 않는다.)
  1. 별이 남쪽으로 흐른다면, 망원경의 극축이 너무 동쪽으로 치우쳐진 것이므로, 극축을 서쪽으로 회전시킨다.
  2. 별이 북쪽으로 흐른다면, 망원경의 극축이 너무 서쪽으로 치우쳐진 것이므로, 극축을 동쪽으로 회전시킨다.

별이 더 이상 북쪽이나 남쪽으로 흐르지 않을 때까지 극축의 방위각을 조정한다. 가능하면 촬영하고자 하는 별을 추적하는 데 필요한 시간과 동일한 시간 동안 흐름이 발생하지 않도록 이 과정을 되풀이한다.

### 극축의 고도 조정
1. 망원경을 동쪽 지평선 근처의 비교적 밝은 별로 향한다. 단, 천구 적도 근처의 별이어야 한다. 별이 동쪽 지평선 위로 20°에서 30° 고도, 천구 적도에서 ± 5° 범위 안에 있는 것이 좋다.
2. 앞에서 했던대로 적위 방향(적경 방향이 아님)으로 별이 흐르는 정도를 파악한다.
  1. 별이 남쪽으로 흐르면 - 망원경의 극축이 너무 낮은 고도로 향해 있는 것이므로, 극축의 고도를 높인다.
  2. 별이 북쪽으로 흐르면 - 망원경의 극축이 너무 높은 고도로 향해 있는 것이므로, 극축의 고도를 낮춘다.

이 과정 역시 대상 천체를 추적하는 데 필요한 시간과 동일한 시간 동안 흐름이 발생하지 않도록 되풀이하는 것이 좋다.

## 배경 원리

### 망원경 극축의 방위각 오차를 조정하는 원리
남쪽을 보고 있다고 하자. 만약 아래 그림처럼 천구의 북극과 망원경의 북극이 일치한다면, 천구의 적도와 망원경의 적도도 일치한다.
이런 경우에는 망원경 시야의 이동 방향과 별의 이동 방향이 동일하기 때문에 별은 시야 안의 같은 위치를 유지할 것이다.
만약, 그림처럼 망원경의 북극이 천구의 북극에 대해 동쪽으로 틀어졌다면, 망원경의 적도는 천구의 적도에 대해 천구를 배경으로 반시계 방향으로 돌아간 것처럼 보인다.

이렇게 되는 이유는 다음 그림에서 설명하였다. 망원경의 북극이 그림처럼 동쪽으로 틀어졌다면, 망원경의 적도 역시 그림의 점선처럼 돌아간다. 이것을 천구의 중심에 있는 관측자가 본다면 하늘에서 반시계 방향으로 돌아간 것처럼 투영되어 보일 것이다.

별은 천구의 적도와 나란하게 이동하고, 망원경의 시야는 망원경의 적도에 나란하게 이동하는데, 두 적도가 그림처럼 어긋나 있으므로, 별은 망원경 시야에 대해 상대적으로 남쪽으로 움직이는 것으로 보인다.
만약, 망원경의 극축이 서쪽으로 틀어졌다면, 그림처럼 망원경의 적도는 천구의 적도에 대해 천구상에서 시계 방향으로 돌아간다.
그 결과 별은 망원경의 시야에 대해 상대적으로 북쪽으로 이동한다.

### 망원경 극축의 고도를 보정하는 원리
이제 동쪽-남동쪽을 보고 있다고 하자. 천구의 북극과 망원경의 북극이 일치한다면, 그림처럼 천구의 적도와 망원경의 적도는 일치한다.

만약, 망원경 북극의 고도가 천구의 북극의 고도보다 낮다면, 그림처럼 망원경의 적도는 천구의 적도보다 더 높은 고도를 지나간다.

별은 천구의 적도를 따라 움직이고, 망원경의 시야는 망원경의 적도를 따라서 움직이는데, 천구의 적도가 망원경 적도보다 낮은 고도를 지나므로, 망원경 시야에 대해 별은 상대적으로 남쪽으로 이동한다.

망원경 북극의 고도가 천구의 북극의 고도보다 높다면, 그림과 같이 망원경 적도가 천구 적도보다 낮은 고도로 지나간다.

그러면, 별은 망원경의 시야에 대해 상대적으로 북쪽으로 이동한다.

## 참고 자료
- 푸른행성의 과학 - 표류이탈법의 과정 보관됨 2016-03-09 - 웨이백 머신
- 푸른행성의 과학 - 표류이탈법의 배경 원리 보관됨 2010-03-23 - 웨이백 머신